# Долгов, Николай Сергеевич
Никола́й Серге́евич До́лгов (24 ноября 1908, Богородицк, Российская империя — 15 марта 1997, Санкт-Петербург) — советский оператор неигрового кино, фронтовой кинооператор в годы Великой Отечественной войны. Лауреат Сталинской премии первой степени (1946).

## Биография
Родился 11 (24) ноября 1908 года в Богородицке (ныне Тульская область). После окончания в 1930 году Ленинградского фотокинотехникума начал работать на Ленинградской кинофабрике «Союзкино». Был помощником оператора на съёмках игровой картины «Закон дружбы» / «Стальные глазки» (1931), агитационной «Июльские дни» (1931) и других. С 1933 года — ассистент оператора, затем оператор на Ленинградской кинофабрике «Союзтехфильм» (в дальнейшем — «Лентехфильм»), где снимал научно-популярные, инструктивные и учебные фильмы.
Был призван в ряды Красной армии в мае 1942 года, звание — старший лейтенант. Работал в составе киногруппы Балтийского флота у моряков, снимал операции Ладожской военной флотилии на «Дороге жизни», подготовку и прорыв блокады Ленинграда, а также последующие боевые операции Ленинградского фронта в Карелии и Прибалтике.
С марта 1945 года снимал для НКГБ СССР, в сентябре того же года пополнил Дальневосточную фронтовую киногруппу, работавшую на событиях Советско-японской войны.
С октября 1945 года — оператор «Лентехфильма» («Леннаучфильм» с 1946 года). В период 1948—1951 годов был на корпункте ЦСДФ в ЧССР, с 1951 по 1955 год — на корпункте в ПНР.
 Кроме фильмов является автором сюжетов для кинопериодики: «Ленинградский киножурнал», «Наука и техника», «Наш край», «Новости дня», «Пионерия», «Союзкиножурнал».
Член Союза кинематографистов СССР (Ленинградское отделение) с 1958 года.
Скончался 15 марта 1997 года в Санкт-Петербурге.

## Фильмография
- 1937 — 68 параллель
- 1937 — Наступление на пустыни (совм. с Г. Буштуевым)
- 1943 — Балтика (совм. с О. Ивановым, С. Фоминым, А. Климовым, А. Погорелым, Б. Соркиным)
- 1943 — Из хроники ленинградских дней (совм. с А. Климовым, Б. Синицыным)
- 1943 — Ладога (совм. с группой операторов)
- 1944 — К вопросу о перемирии с Финляндией (совм. с группой операторов)
- 1945 — Разгром Японии (совм. с группой операторов)
- 1946 — Основы направления стрельбы
- 1946 — Целеуказание
- 1949 — Пушкин (совм. с группой операторов)[5]
- 1949 — Слава труду (совм. с группой операторов)
- 1951 — Механизация колхозного лова в Мурманской области (совм. с В. Ушковым)
- 1952 — Атомное ядро (совм. с В. Ушковым)
- 1953 — Советские футболисты за рубежом (совм. с П. Касаткиным, В. Киселёвым, Л. Максимовым, П. Опрышко)
- 1954 — Дружба (совм. с группой операторов)
- 1954 — Соревнования сильнейших легкоатлетов Европы
- 1954 — Велогонка мира (совм. с Л. Максимовым, П. Опрышко)[6]
- 1954 — Из опыта промышленного и жилищного строительства в странах народной демократии (совм. с Л. Максимовым)
- 1956 — Бетонные работы в зимних условиях (совм. с группой операторов)
- 1962 — Процессы резонанса
- 1962 — Механизированный зерноток
- 1974 — Семеноводы из «Красной Балтики»[7]
- 1975 — Классовые бои в цитаделях капитала[8]
- 1975 — Оформление и отпуск первых, вторых и третьих блюд[9]
- 1976 — Питание беременной женщины
- 1977 — Победа Октября. Великая Октябрьская социалистическая революция[10]
- 1979 — Технология промышленного производства капусты[11]
- 1980 — Я клянусь, Ленинград[12]
- 1981 — Подготовка печатных форм высокой печати
- 1982 — Смесеобразование и сгорание в цилиндре двигателя[13]
- 1983 — Социальное развитие райсельхозтехники[14]
- 1984 — XXVI съезд КПСС[15]
- 1987 — История КПСС. 27 съезд КПСС[16]

## Награды и премии
- орден Красной Звезды (22 октября 1942)[3]
- медаль «За оборону Ленинграда» (1943)[2]
- орден Отечественной войны II степени (7 июля 1945)[17]
- орден Красной Звезды (22 ноября 1945)[18]
- медаль «За победу над Германией в Великой Отечественной войне 1941—1945 гг.» (9 мая 1945)[19]
- медаль «За доблестный труд в Великой Отечественной войне 1941—1945 гг.» (6 июня 1945)[20]
- медаль «За победу над Японией» (1945)[21]
- Сталинская премия первой степени (1946) — за фильм «Разгром Японии» (1945)[22]
- орден Ленина (1981)[21]
- орден Отечественной войны II степени (12 февраля 1987)[21]